# Franz Zinecker
Franz Zinecker (ur. 25 czerwca 1900, zm. ?) – zbrodniarz nazistowski, członek załogi niemieckiego obozu koncentracyjnego Buchenwald oraz SS-Oberscharführer.
Członek załogi Buchenwaldu od czerwca 1941 do kwietnia 1945 roku. Pełnił służbę kolejno jako strażnik, urzędnik administracji obozowej, blokowy (Blockführer) i członek wydziału odpowiedzialnego za pracę więźniów (od listopada 1943). Zinecker znęcał się nad więźniami, by zmusić ich do wydajniejszej pracy.
Zinecker zasiadł na ławie oskarżonych w procesie załogi Buchenwaldu przed amerykańskim Trybunałem Wojskowym w Dachau i skazany został na dożywotnie pozbawienie wolności.